# Éjszakai világító felhő

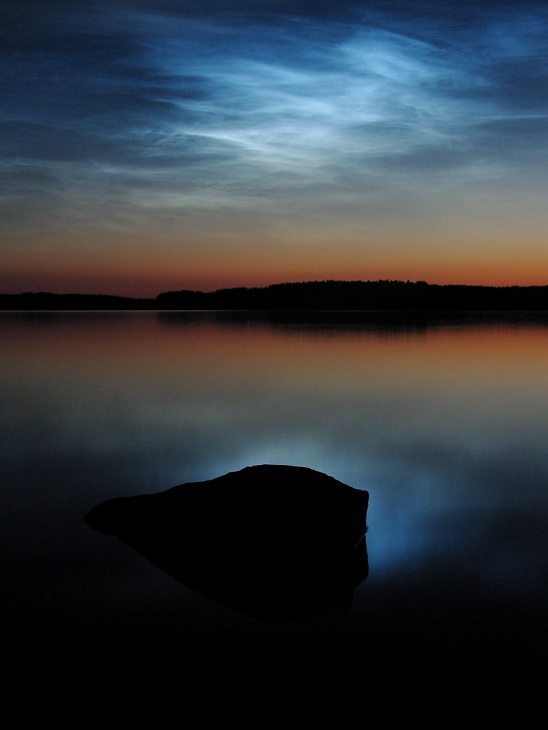
Poláris mezoszférikus felhő a Saimaa-tó fölött 2003-ban

Az éjszakai világító felhő, vagy poláris mezoszférikus felhő egy felhőszerű optikai jelenség a felső légkörben, amelyet a mély szürkület idején szoktak megfigyelni. Kialakulására és viselkedésére még nem született teljes magyarázat.

## Leírása
A jelenséget vízjég 40-100 nanométer átmérőjű kristályai okozzák, amelyek porszemcsékre telepednek, és amik visszaverik a már horizont alatt lévő Nap fényét.
Angol neve (noctilucent cloud) a latin „noctilucens” kifejezésből ered, jelentése: „éjszaka fénylő”. Kizárólag a nyári hónapokban megfigyelhető az északi és a déli félteke 50° és 70° szélességi fokai közt, az északi féltekén május közepétől augusztus végéig, amikor a Nap 6 és 16 fok között a láthatár alatt tartózkodik.
A látványosság általában egy órával napnyugta után, vagy ennyivel napkelte előtt a legszebb azokon a nyári heteken, amikor a mezoszféra hőmérsékleti és páratartalmi viszonyai kedvezőek (elméletben május közepétől augusztus közepéig). Tapasztalatok szerint Magyarországon kb. június közepétől augusztus elejéig van esély a megpillantására. Az éjszakai világító felhőt a magas szintű felhőzettől kékes, gyöngyházszerű fénye különbözteti meg.
A legnagyobb magasságban megfigyelt felhők a mezoszférában helyezkednek el 76 és 85 kilométeres magasságban. Általában nem láthatóak, csak akkor, ha a Nap már a horizont alól világítja meg őket, amikor a légkör alsóbb rétegei (az ott lévő más típusú felhőkkel együtt) már sötétségbe borultak a Föld árnyékában. Ahhoz, hogy láthatóvá váljon a mezoszférában, mintegy 80–85 km magasságban kialakuló leheletvékony felhő, a Nap legalább 6 és legfeljebb 16 fokkal kell a horizont alatt tartózkodjon. A jelenségre ma sincs teljes magyarázat, bár már a Krakatau vulkán 1883-as kitörése után észlelték. Első ízben 1885-ben írták le.
Csak bizonyos körülmények közt tűnnek fel, és ha láthatóak, az a felső légkörben történt változásokra utalhat. Felfedezésük óta a megfigyelések gyakorisága, fényessége és nagysága növekedett, ami egyes tudósokat arra a feltételezésre indított, hogy ez a klímaváltozással is lehet összefüggésben.

## Kialakulása

Éjszakai világító felhő (animáció)
2008. július 21. 20:09-20:29 (UT), Ludányhalászi (Magyarország)
Készítette: Berkó Ernő

A felhők minden esetben víz és por jelenlétében jönnek létre. A por mikrometeoroidoktól vagy (ritkábban) vulkánkitörésből származhat. A nedvesség a tropopauza résein keresztül emelkedhet fel, vagy metán és semleges töltésű hidroxil-gyökök reakciója hozhatja létre a mezoszférában.
Az amerikai Hampton University kutatói szerint a por folyamatos utánpótlását mikrometeorok biztosítják, amikből több tonna érkezik naponta a Föld légkörébe és a nagyobb részek elégése után 70–100 km magasságban apró szemcsék maradnak utánuk (méretük jellemzően 20-70 nanométer közötti). Összehasonlításképpen a cirrusfelhők magmérete ennél 10-szer, 100-szor nagyobb. A kis méret megmagyarázza a felhők kékes színét, mivel az apró jégszemcsék a rövidebb hullámhosszú fényt (=kékes szín) erősebben szórják szét.
Az űrsiklók hajtóművei a felszállás során mintegy 300 tonna vízpárát juttatnak a légkörbe, aminek egy része a megfigyelések szerint ilyen felhőt hoz létre. A vízpára csaknem fele a termoszférába kerül, 103-114 kilométeres magasságba. Hasonló folyamat játszódhatott le az 1908-as Tunguzka-esemény során is, amikor a fényesen világító felhők az 5000 km-re fekvő Nagy-Britanniában is több napon keresztül láthatók voltak. Ez a pára körülbelül egy nap alatt a sarki régióba vándorol. Ennek a rendkívül gyors mozgásnak a mechanizmusa nem ismert. Ahogy a víz észak felé vándorol, a termoszférából a hidegebb mezoszférába süllyed. Bár ez a mechanizmus létrehozhat egyes éjszakai világító felhőket, a jelenségnek alapvetően nem ez a magyarázata.
Mivel a mezoszféra nagyon kevés nedvességet tartalmaz – a Szahara levegője nedvességtartalmának mintegy százmilliomod részét – és rendkívül ritka, jégkristályok csak nagyon alacsony hőmérsékleten, mintegy −120 °C alatt formálódnak. Ez azt is jelenti, hogy éjszakai világító felhő csakis nyáron jöhet létre, amikor a mezoszféra a leghidegebb. Ezek a felhők többnyire a sarkvidékekhez közel, az 50–65. szélességi fokok környékén formálódnak, ahol a mezoszféra hidegebb, mint máshol. A déli féltekén képződő felhők körülbelül egy kilométerrel nagyobb magasságban jönnek létre, mint az északi félteke felhői.
A Nap ultraibolya sugárzása felbontja a vízmolekulákat és ettől kevesebb víz áll rendelkezésre az éjszakai világító felhők képződéséhez. A napciklus folyamán a sugárzás ciklikusan változik és a legutóbbi két ciklus alkalmával műholdak azt állapították meg, hogy az ultraibolya sugárzás erősödése csökkentette az éjszakai világító felhők fényességét.
Az éjszakai világító felhők erősen visszaverik a radarhullámokat az 50 MHz és 1,3 GHz közti frekvenciasávban. Ezt a tulajdonságukat sem sikerült még megmagyarázni. A California Institute of Technology (Caltech) professzora, Paul Bellan szerint lehetséges magyarázat, hogy a felhők jégszemcséit nátriumból és vasból álló vékony fémbevonat veszi körül és ettől verik vissza sokkal jobban a radarhullámokat. A nátrium és vasatomok mikrometeorokról szakadhatnak le, a gyöngyházfelhők feletti rétegben telepednek le és mérések szerint a felhők jelenlétében megfogyatkoznak. Kísérletek azt mutatták, hogy szélsőségesen alacsony hőmérsékleten a nátriumpára könnyen megtelepszik a jégfelületen.

## Fordítás
- Ez a szócikk részben vagy egészben  a   Noctilucent cloud című angol Wikipédia-szócikk ezen változatának fordításán alapul.  Az eredeti cikk szerkesztőit annak laptörténete sorolja fel. Ez a jelzés csupán a megfogalmazás eredetét és a szerzői jogokat jelzi, nem szolgál a cikkben szereplő információk forrásmegjelöléseként.